# People's Choice Awards 1991
La 17ª edizione dei People's Choice Awards, presentata da Burt Reynolds, si è svolta agli Universal Studios Hollywood l'11 marzo 1991 ed è stata trasmessa dalla CBS.
In seguito sono elencate le categorie. Il relativo vincitore è stato indicato in grassetto.

## Cinema

### Film drammatico preferito
- Ghost - Fantasma (Ghost), regia di Jerry Zucker
- Balla coi lupi (Dances with Wolves), regia di Kevin Costner
- Caccia a Ottobre Rosso (The Hunt for Red October), regia di John McTiernan

### Film commedia preferito
- Pretty Woman, regia di Garry Marshall
- Mamma, ho perso l'aereo (Home Alone), regia di Chris Columbus
- Tre scapoli e una bimba (Three Men and a Little Lady), regia di Emile Ardolino

### Attore cinematografico preferito
- Mel Gibson
- Kevin Costner
- Patrick Swayze

### Attrice cinematografica preferita
- Julia Roberts
- Goldie Hawn
- Michelle Pfeiffer
- Meryl Streep

## Televisione

### Serie televisiva drammatica preferita
- Avvocati a Los Angeles (L.A. Law)
- California (Knots Landing)
- In famiglia e con gli amici (Thirtysomething)
- L'ispettore Tibbs (In the Heat of the Night)

### Serie televisiva commedia preferita
- Cin cin (Cheers)
- Pappa e ciccia (Roseanne)
- I Robinson (The Cosby Show)

### Miniserie o film per la televisione preferiti
- The Civil War, regia di Ken Burns
- It, regia di Tommy Lee Wallace
- Lucky/Chances (Lucky Chances), regia di Buzz Kulik

### Nuova serie televisiva drammatica preferita
- E giustizia per tutti (Equal Justice)
- La legge di Bird (Gabriel's Fire)
- I segreti di Twin Peaks (Twin Peaks)

### Nuova serie televisiva commedia preferita
- In Living Color (ex aequo)
- I Simpson (The Simpsons) (ex aequo)

### Attore televisivo preferito
- Bill Cosby – I Robinson (The Cosby Show)
- Ted Danson – Cin cin (Cheers)
- Tom Selleck

### Attrice televisiva preferita
- Kirstie Alley – Cin cin (Cheers)
- Candice Bergen – Murphy Brown
- Phylicia Rashād – I Robinson (The Cosby Show)

### Attore preferito in una nuova serie televisiva
- Burt Reynolds – Evening Shade
- James Earl Jones – La legge di Bird (Gabriel's Fire)
- Will Smith – Willy, il principe di Bel-Air (The Fresh Prince of Bel-Air)

### Attrice preferita in una nuova serie televisiva
- Carol Burnett – Carol & Company
- Mayim Bialik – Molloy
- Sharon Gless – I casi di Rosie O'Neill (The Trials of Rosie O'Neill)
- Marilu Henner – Evening Shade

### Giovane interprete televisivo/a preferito/a
- Fred Savage – Blue Jeans (The Wonder Years)
- Neil Patrick Harris – Doogie Howser (Doogie Howser, M.D.)
- Raven-Symoné – I Robinson (The Cosby Show)

## Musica

### Artista maschile preferito
- MC Hammer
- Phil Collins
- Vanilla Ice

### Artista femminile preferita
- Paula Abdul
- Janet Jackson
- Madonna

### Canzone preferita
- Ice Ice Baby (Vanilla Ice), musica e testo di Vanilla Ice, Earthquake, Brian May, Freddie Mercury, Roger Taylor, John Deacon e David Bowie
- Love Takes Time (Mariah Carey), musica e testo di Mariah Carey e Ben Margulies
- U Can't Touch This (MC Hammer), musica e testo di Stanley Burrell, Rick James e Alonzo Miller

## Altri premi

### Intrattenitore preferito
- Bill Cosby

### Intrattenitrice preferita
- Julia Roberts
- Cher
- Janet Jackson
- Madonna